# 大洗町立南中学校
大洗町立南中学校（おおあらいちょうりつ みなみちゅうがっこう）は、茨城県東茨城郡大洗町にある公立中学校。

## 概要
- 本校は、第二・第三の両中学校を統合して開校した。
- 全国的には数少ない教科移動型教室を採用している。
- 茨城県内としては珍しい柔道・レスリング部が存在しており近年はレスリング競技の県総体で連続優勝を成し遂げている。また、全国大会出場者や関東大会出場者が毎年のように輩出されている。角界で活躍している幕内天空海もこの部の出身。2019年には国民体育大会レスリング競技少年男子で強化指定校に認定。

## 沿革
- 1960年（昭和30年）4月1日 - 開校。
- 1971年（昭和46年）2月 - 体育館完成。
- 1976年（昭和51年）5月 - 格技場完成。
- 2000年（平成12年）12月 - 教科教室型校舎完成。
- 2018年（平成30年）10月 - 新体育館完成。

## 通学区域
- 港中央（町道6-06号線の南側地域）・大貫町・桜道・神山町・成田町[2]

## 周辺
- 大洗町立南小学校 - 同一敷地内
- 茨城県道16号大洗友部線
- 国道51号
- 茨城サンビーチキャンプ場
- 大洗体験活動交流センター大洗海の大学
- 太平洋

## アクセス
- 大洗町コミュニティバス・大洗海遊「なっちゃん号」で、「大洗南小中学校前」バス停下車。
- 鹿島臨海鉄道大洗鹿島線大洗駅から、上述の「大洗海遊・なっちゃん」で、「大洗南小中学校前」バス停まで13分。

## 主な卒業生
- 井川慶（元プロ野球選手・阪神タイガース、ニューヨークヤンキース）
- 天空海翔馬（大相撲力士､前頭）